# Uru (São Paulo)
Uru is een gemeente in de Braziliaanse deelstaat São Paulo. De gemeente telt 1.395 inwoners (schatting 2009).